# Steerea
Steerea là một chi rêu trong họ Jubulaceae.